# جوئل گریفیتس
جوئل گریفیتس (۲۱ اوت ۱۹۷۹) یک بازیکن فوتبال اهل استرالیا است. وی در تیم ملی فوتبال استرالیا بازی کرده است.